# جواو فايل دي ألميدا
جواو فايل دي ألميدا (بالبرتغالية: João Vale de Almeida‏) هو دبلوماسي وصحفي برتغالي، ولد في 29 يناير 1957 في لشبونة في البرتغال.